# Earl of Mount Edgcumbe

Wappen der Earls of Mount Edgcumbe

Earl of Mount Edgcumbe ist ein erblicher britischer Adelstitel in der Peerage of Great Britain, der vom Oberhaupt der Familie Edgcumbe getragen wird.
Familiensitz der Earls war bis 1987 Mount Edgcumbe House bei Plymouth in Cornwall.

## Verleihung und nachgeordnete Titel
Der Titel wurde am 31. August 1789 an den Admiral und Politiker George Edgcumbe, 1. Viscount Mount Edgcumbe and Valletort verliehen. Von seinem Bruder hatte er 1761 bereits den Titel Baron Edgcumbe, of Mount Edgcumbe in the County of Devon, geerbt, der seinem Vater am 20. April 1742 verliehen worden war. Zudem war er bereits am 5. März 1781 zum Viscount Mount Edgcumbe and Valletort erhoben worden. Letzteren führt der jeweils älteste Sohn des amtierenden Earls als Höflichkeitstitel.

## Liste der Barone Edgcumbe und Earls of Mount Edgcumbe

### Barone Edgcumbe (1742)
- Richard Edgcumbe, 1. Baron Edgcumbe (1680–1758)
- Richard Edgcumbe, 2. Baron Edgcumbe (1716–1761)
- George Edgcumbe, 3. Baron Edgcumbe (1720–1795) (1781 zum Viscount Mount Edgcumbe and Valletort, 1789 zum Earl of Mount Edgcumbe erhoben)

### Earls of Mount Edgcumbe (1789)
- George Edgcumbe, 1. Earl of Mount Edgcumbe (1720–1795)
- Richard Edgcumbe, 2. Earl of Mount Edgcumbe (1764–1839)
- Ernest Edgcumbe, 3. Earl of Mount Edgcumbe (1797–1861)
- William Edgcumbe, 4. Earl of Mount Edgcumbe (1833–1917)
- Piers Edgcumbe, 5. Earl of Mount Edgcumbe (1865–1944)
- Kenelm Edgcumbe, 6. Earl of Mount Edgcumbe (1873–1965)
- Edward Edgcumbe, 7. Earl of Mount Edgcumbe (1903–1982)
- Robert Edgcumbe, 8. Earl of Mount Edgcumbe (1939–2021)
- Christopher Edgcumbe, 9. Earl of Mount Edgcumbe (* 1950)

Titelerbe (Heir apparent) ist der Sohn des aktuellen Titelinhabers, Douglas George Valletort Edgcumbe, Viscount Valletort (* 1985).